# Barri Juroca

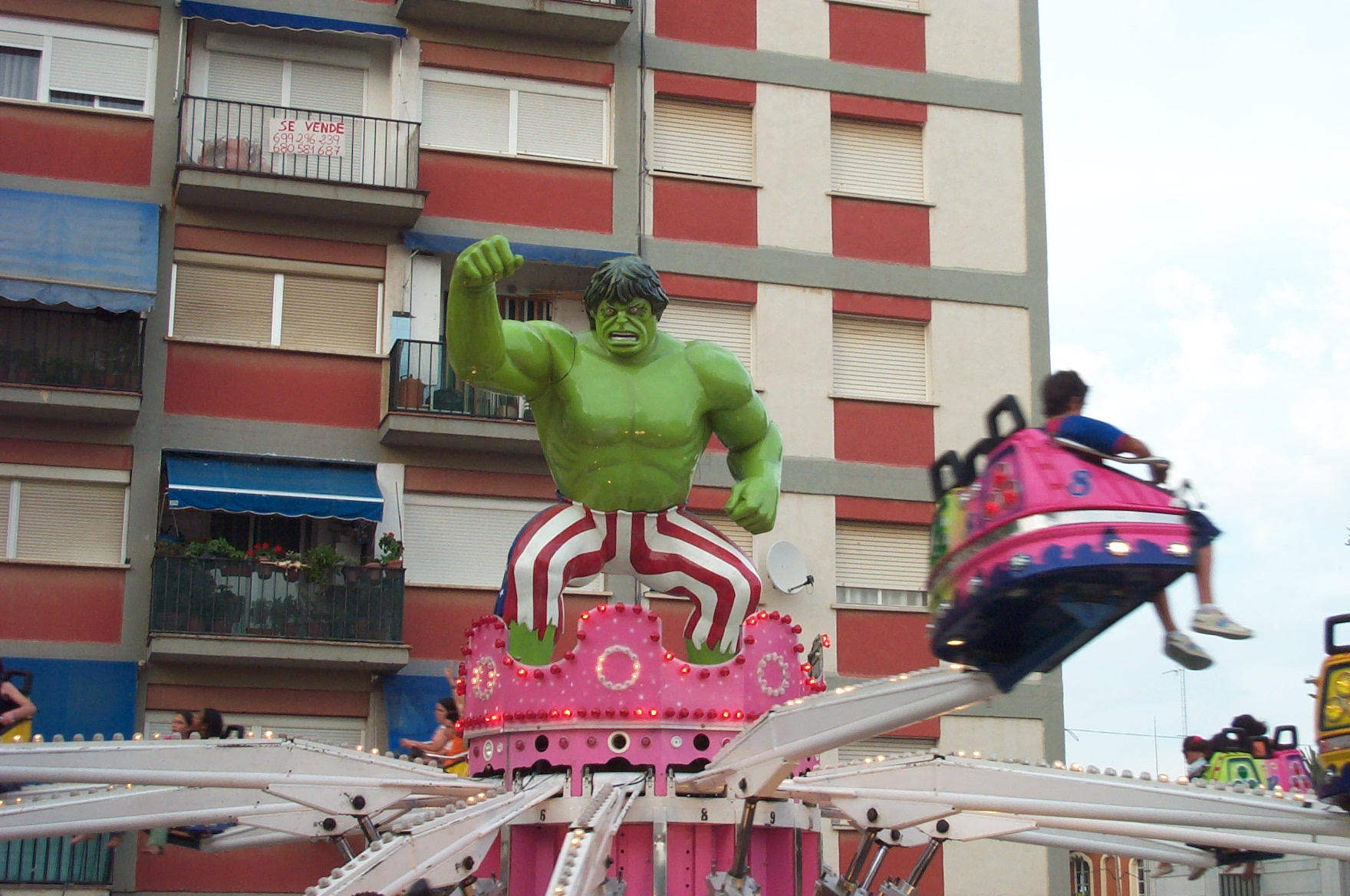
Festes del Barri Juroca de Reus

El barri Juroca és un barri perifèric de Reus, a tocar amb el barri Fortuny, format per la unió del grup Roca amb els Blocs Juncosa-Cabello i els Blocs de la Cooperativa de Santa Llúcia. Destaca del barri l'edifici Santa Llúcia, el més alt del sud de Reus amb 11 plantes i amb molts habitatges en diferents portals dins d'aquest edifici. Es troba al costat de la carretera de Reus a Salou.
Aquest barri és més modern que el Fortuny, té pisos amb ascensors però d'arquitectura més estàndard. També llocs per passejar i més espais verds. Encara que els pisos són diferents als d'aquest, el veïns són semblants. Treballadors de classe modesta, encara que més joves.

## Història
El senyor Juncosa, un dels fundadors del barri, fou un destacat jugador de l'Atlètic de Madrid i més tard entrenador entre altres equips del Còrdova. El barri es va iniciar a l'antic tros del Torroja, cap a l'any 1970, continuant el Barri Fortuny cap al sud, i al cantó sud-oest de la carretera de Salou. Arriba fins al mas del Casagualda i enllaça amb les Parcel·les Casas. L'amuntegament de cases arriba fins al carrer d'Astorga, que cobreix el barranc de l'Escorial.
Al juny fan les festes del barri.